# Aeroportul Internațional Assab
Aeroportul Internațional Assab (IATA: ASA, ICAO: HHSB) este un aeroport din Eritreea ce deservește zona Aseb. A fost numit după zona deservită.
Situat la o altitudine de 14 m, aeroportul dispune de 1 pistă.

## Infrastructură

### Piste
Aeroportul dispune de o singură pistă. Pista 12/30 are suprafața de asfalt și dimensiunile 3.515 m × 45 m. 